# Enfermedad hereditaria
Las enfermedades hereditarias son aquel conjunto de enfermedades genéticas cuya característica principal es su supervivencia de generación en generación, transmitiéndose de padres a hijos y así sucesivamente (en un determinado momento del tiempo, algo hace cambiar la genética, y este sobrevive en los genes, las mismas circunstancias que hicieron cambiar la genética en un determinado tiempo, pueden volver a suceder en otro momento del tiempo, así que la herencia genética, es la herencia de la humanidad).

## Clasificación de las enfermedades hereditarias

### Enfermedades monogénicas
Son enfermedades hereditarias causadas por la mutación o alteración en la secuencia de ADN de un solo gen. También se llaman enfermedades hereditarias mendelianas, por transmitirse a la descendencia según las leyes de Mendel. Se conocen más de 6000 enfermedades hereditarias mono génicas, con una prevalencia de un caso por cada 200 nacimientos. Aun así, son menos que las enfermedades poligénicas.
Las enfermedades monogénicas se transmiten según los patrones hereditarios mendelianos como:
- Enfermedad autosómica recesiva. Para que la enfermedad se manifieste, se necesitan dos copias del gen mutado en el genoma de la persona afectada, cuyos padres normalmente no padecen la enfermedad, pero portan cada una sola copia del gen mutado, por lo que pueden transmitirlo a la descendencia. Se transmite por los cromosomas no sexuales (autosomas). La probabilidad de tener un hijo afectado por una enfermedad autosómica recesiva entre dos personas portadoras de una sola copia del gen mutado (que no manifiestan la enfermedad) es de un 25 %.
- Enfermedad autosómica dominante. Solo se necesita una copia mutada del gen para que la persona esté afectada por una enfermedad autosómica dominante. Normalmente uno de los dos progenitores de una persona afectada padece la enfermedad y estos progenitores tienen un 50 % de probabilidad de transmitir el gen mutado a su descendencia, que padecerá la enfermedad.
- Enfermedad ligada al cromosoma X. El gen mutado se localiza en el cromosoma X. Estas enfermedades pueden transmitirse a su vez de forma dominante o recesiva. En este caso, una mujer puede ser portadora de la enfermedad o estar enferma, mientras que, un hombre padece o no la enfermedad, sin posibilidad de ser portador de la misma, debido a que solo posee un cromosoma X, mientras que la mujer posee dos.
- Enfermedad ligada al cromosoma Y. El gen mutado se encuentra en el cromosoma Y, por lo que las mujeres no se encuentran afectadas (no tienen cromosoma Y), mientras que, los hombres serán enfermos o sanos para la enfermedad, en función de si presentan o no la mutación.

Además, hay que tener en cuenta la penetrancia. La penetrancia se define como la frecuencia de expresión del fenotipo de la enfermedad en las personas que presentan la mutación causante, es decir, la proporción de personas con la mutación que presentan el fenotipo asociado. Solo en el caso de que tenga completa penetrancia, todas las personas portadoras de la mutación mostrarán la enfermedad. Por ejemplo, la enfermedad de Huntington presenta un 95% de penetrancia, por lo que de 100 personas que poseen la mutación causante de la enfermedad, 95 personas muestran la enfermedad.
Algunas enfermedades monogénicas son:
- Anemia de células falciformes (cromosoma 11) - autosómica recesiva.
- Fibrosis quística (cromosoma 7, básicamente) - autosómica recesiva.
- Fenilcetonuria (cromosoma 12, básicamente) - autosómica recesiva.
- Enfermedad de Batten (cromosoma 16) - autosómica recesiva.
- Hemocromatosis (cromosoma 6 la forma clásica) - autosómica recesiva.
- Deficiencia de alfa-1 antitripsina (cromosoma 14) - autosómica recesiva.
- Enfermedad de Huntington (cromosoma 4) - autosómica dominante.
- Enfermedad de Marfan (cromosoma 15, básicamente) - autosómica dominante.
- Distrofia muscular de Duchenne (cromosoma X) - ligada al sexo recesiva.
- Síndrome de cromosoma X frágil (cromosoma X) - ligada al sexo recesiva.
- Hemofilia A (cromosoma X) - ligada al sexo recesiva.

### Enfermedades  multifactoriales
También llamadas poligénicas, son producidas por la combinación de múltiples factores ambientales y mutaciones en varios genes, generalmente de diferentes cromosomas. Algunos de los factores ambientales que pueden afectar a este tipo de enfermedades son: la edad, el sexo (ser hombre o mujer), malos hábitos (obesidad, tabaco, alcohol), ambientes tóxicos o una infancia limitada. 
Las enfermedades poligénicas no siguen un patrón de herencia mendeliano y, a veces, cuando hay un gen principal responsable de la enfermedad, se comportan como herencia dominante con penetrancia incompleta, como en el caso del cáncer de mama hereditario (genes BRCA1 y BRCA2).
Algunas de las enfermedades crónicas más frecuentes son poligénicas, como por ejemplo: hipertensión arterial, Enfermedad de Alzheimer, esquizofrenia, retinitis pigmentosa, asma, diabetes mellitus, deficiencia de antitripsina I, arterioesclerosis, varios tipos de cáncer, incluso la obesidad.
La herencia poligénica también se asocia a rasgos hereditarios como los patrones de la huella digital, altura, color de los ojos y color de la piel.
Posiblemente la mayoría de las enfermedades son enfermedades multifactoriales, producidas por la combinación de trastornos genéticos que predisponen a una determinada susceptibilidad ante los agentes ambientales.

#### Enfermedad oligogénica
El término oligogénico referido a una enfermedad multifactorial tiene cada vez más aceptación, ya que es habitual ver como en una enfermedad a pesar de ser poligénica, existen unos pocos que tienen más influencia que el resto y que dependiendo de su presencia se expresan otras mutaciones (epistasia).

### Enfermedad genética
Son debidas a alteraciones en la estructura de los cromosomas, como pérdida o deleción cromosómica, aumento del número de cromosomas o translocaciones cromosómicas. Algunos tipos importantes de enfermedades cromosómicas se pueden detectar en el examen microscópico. La trisomía 21 o síndrome de Down es un trastorno frecuente que sucede cuando una persona tiene tres copias del cromosoma 21 (entre un 3 y un 4 % de los casos son hereditarios; el resto son congénitos).

### Enfermedad mitocondrial
Este tipo de enfermedad hereditaria es relativamente infrecuente. Es causada por mutaciones en el ADN mitocondrial, no cromosómico. La enfermedad mitocondrial tiene diferentes síntomas que pueden afectar a diferentes partes del cuerpo.
Las mitocondrias tienen su propio ADN. En los últimos años se ha demostrado que más de 20 trastornos hereditarios resultan de las mutaciones en el ADN de las mitocondrias. Dado que las mitocondrias provienen solo del óvulo son heredadas exclusivamente de la madre. Una persona con un trastorno mitocondrial puede presentar patrones de herencia materna (solo los individuos relacionados por un pariente materno están en riesgo). Los hombres no transmiten la enfermedad a sus hijos.

## Estrategias para el diagnóstico de enfermedades monogénicas
El diagnóstico es la confirmación de que la razón de los síntomas del paciente, podrían explicarse por un trastorno monogénico; también puede ser la confirmación del riesgo de transmitir el trastorno a la descendencia. Las estrategias básicas que se siguen son:
- Enfermedad causada por un alelo único conocido en un gen: PCR (PCR-RFLP*, SSP-PCR, etc).

- Enfermedad causada por más de un alelo: PCR múltiple, ASO, OLA
- Enfermedad causada por alelos desconocidos: Secuenciación del gen y análisis indirectos (como el análisis de STR).
- Enfermedad causada por algún alelo conocido en el genoma: CGH (Hibridación Genómica Comparativa).
- Enfermedad causada por cualquier alteración en el genoma: NGS (Secuenciación de Nueva Generación).